# Motomondiale 1988
La stagione 1988 è stata la quarantesima del motomondiale; il numero di prove fu lo stesso di quello dell'anno precedente con 15 gran premi disputati in 3 continenti. Contemporaneamente al motomondiale la Federazione Motociclistica Internazionale cominciò ad organizzare anche il campionato mondiale Superbike che ebbe quest'anno la sua prima edizione.

## Il contesto

Eddie Lawson durante il Gran Premio delle Nazioni

Restato invariato dalla stagione 1969, a partire da quest'anno venne modificato il sistema di punteggio che ora premiava i primi 15 classificati. Al pilota vincitore venivano assegnati 20 punti e a quelli a seguire rispettivamente 17, 15, 13, 11 fino al 5º posto; i posti dal 6º al 15º ricevevano da 10 a 1 punto a decrescere. Tra le conseguenze di questa modifica si può notare un aumento del numero dei piloti presenti nella classifica generale ma d'altra parte iniziarono ad aumentare i casi in cui non tutti i punti disponibili per la singola prova fossero assegnati, questo a causa di un numero ridotto di piloti arrivati a tagliare il traguardo.
Il calendario di quest'anno iniziò con due trasferte extra-europee, inizialmente con il Gran Premio motociclistico del Giappone, seguito da quello degli Stati Uniti (tornato in calendario dopo più di 20 anni); entrambe le trasferte, riservate in ogni caso solo alle due maggiori categorie, erano piuttosto onerose, in particolare per i team e i piloti privati europei che vi parteciparono in misura molto ridotta. Se nel caso del Giappone tale mancanza venne compensata dalla presenza di numerosi piloti locali, nel caso degli Stati Uniti si ebbero in classe 500: 30 iscritti, 22 qualificati per la partenza e 11 arrivati a traguardo.
Dopo le 12 prove in territorio europeo, in cui gareggiarono anche le classi di minor cilindrata e le motocarrozzette, il calendario prevedeva nuovamente la doppia trasferta sudamericana in Brasile e Argentina; il secondo dei gran premi, quello d'Argentina venne però annullato prima del suo svolgimento poiché non erano stati completati i lavori di messa in sicurezza dell'autodromo di Buenos Aires. Anche in questa trasferta si fecero notare gli stessi problemi già avvenuti per quella in nordamerica: nella classe 500 vi furono 20 partenti e solo 13 piloti giunsero al traguardo.
Terzo mondiale per Eddie Lawson in classe 500, ottenuto dopo una dura lotta con Wayne Gardner. Buone le prestazioni dei debuttanti Wayne Rainey (terzo) e Kevin Schwantz (ottavo, ma con due GP vinti). Dopo anni di scarse prestazioni, si fece notare la Cagiva, portata da Randy Mamola al 12º posto nella classifica finale con alcuni piazzamenti a podio.
In classe 250, vittoria dello spagnolo Sito Pons, che sconfisse la concorrenza del connazionale Juan Garriga (ex pilota della Cagiva 500).
In classe 125 (classe che da questa stagione vedeva limitato a uno il numero dei cilindri dei motori) vittoria di Jorge Martínez su Derbi (mentre la Garelli, dominatrice delle annate precedenti, ebbe una stagione disastrosa: Fausto Gresini, campione in carica, fu 21º, mentre il compagno di team Luis Miguel Reyes fu 14º); la stessa accoppiata moto-pilota vinse, oltre alla ottavo di litro, anche la classe 80. Nei sidecar, secondo titolo per Steve Webster, di misura su Rolf Biland.
In 125, per la prima volta nella storia del mondiale (escludendo le passeggere dei sidecar), andò a punti una donna: la finlandese Taru Rinne, quattordicesima al GP di Francia e trentasettesima nella classifica finale, a pari merito con Stefan Dörflinger.
Curiosamente c'è anche da notare che tra il 24 aprile e il 1º maggio si svolsero due Gran Premi nella stessa nazione, in Spagna, il primo come GP di Spagna, il secondo in sostituzione del GP del Portogallo che la Federazione Motociclistica portoghese aveva rinunciato a organizzare e a cui venne dato il nome di Gran Premio "Expo 92" per ricordare appunto la Expo '92 Siviglia. In quest'occasione, al termine delle prove ufficiali Biland riuscì ad ottenere un tempo più basso di quello di Lawson, era la prima volta in cui un sidecar girava più veloce di una 500.

## Il calendario
| Data Resoconto         | Gran Premio (Circuito)                | Vincitori         | Vincitori      | Vincitori        | Vincitori      | Vincitori                   | Vincitori |
| Data Resoconto         | Gran Premio (Circuito)                | classe 80         | classe 125     | classe 250       | classe 500     | sidecar                     |           |
| 27 marzo Resoconto     | GP del Giappone (Suzuka)              |                   |                | Anton Mang       | Kevin Schwantz |                             |           |
| 10 aprile Resoconto    | GP degli Stati Uniti (Laguna Seca)    |                   |                | Jim Filice       | Eddie Lawson   |                             |           |
| 24 aprile Resoconto    | GP di Spagna (Jarama)                 | Stefan Dörflinger | Jorge Martínez | Sito Pons        | Kevin Magee    |                             |           |
| 1º maggio Resoconto    | GP "Expo 92" (Jerez)                  | Jorge Martínez    |                | Juan Garriga     | Eddie Lawson   | Rolf Biland Kurt Waltisperg |           |
| 22 maggio Resoconto    | GP delle Nazioni (Imola)              | Jorge Martínez    | Jorge Martínez | Dominique Sarron | Eddie Lawson   |                             |           |
| 29 maggio Resoconto    | GP della Germania Ovest (Nürburgring) | Jorge Martínez    | Ezio Gianola   | Luca Cadalora    | Kevin Schwantz | Rolf Biland Kurt Waltisperg |           |
| 12 giugno Resoconto    | GP d'Austria (Salisburgo)             |                   | Jorge Martínez | Jacques Cornu    | Eddie Lawson   | Rolf Biland Kurt Waltisperg |           |
| 26 giugno Resoconto    | GP d'Olanda (Assen)                   | Jorge Martínez    | Jorge Martínez | Juan Garriga     | Wayne Gardner  | Rolf Biland Kurt Waltisperg |           |
| 3 luglio Resoconto     | GP del Belgio (Spa)                   |                   | Jorge Martínez | Sito Pons        | Wayne Gardner  | Rolf Biland Kurt Waltisperg |           |
| 17 luglio Resoconto    | GP di Jugoslavia (Fiume)              | Jorge Martínez    | Jorge Martínez | Sito Pons        | Wayne Gardner  |                             |           |
| 24 luglio Resoconto    | GP di Francia (Paul Ricard)           |                   | Jorge Martínez | Jacques Cornu    | Eddie Lawson   | Rolf Biland Kurt Waltisperg |           |
| 7 agosto Resoconto     | GP di Gran Bretagna (Donington Park)  |                   | Ezio Gianola   | Luca Cadalora    | Wayne Rainey   | Steve Webster Tony Hewitt   |           |
| 14 agosto Resoconto    | GP di Svezia (Anderstorp)             |                   | Jorge Martínez | Sito Pons        | Eddie Lawson   | Steve Webster Tony Hewitt   |           |
| 28 agosto Resoconto    | GP di Cecoslovacchia (Brno)           | Jorge Martínez    | Jorge Martínez | Juan Garriga     | Wayne Gardner  | Steve Webster Gavin Simmons |           |
| 17 settembre Resoconto | GP del Brasile (Goiânia)              |                   |                | Dominique Sarron | Eddie Lawson   |                             |           |

## Sistema di punteggio e legenda
| Pos.  | 1  | 2  | 3  | 4  | 5  | 6  | 7 | 8 | 9 | 10 | 11 | 12 | 13 | 14 | 15 | 16 > |
| ----- | -- | -- | -- | -- | -- | -- | - | - | - | -- | -- | -- | -- | -- | -- | ---- |
| Punti | 20 | 17 | 15 | 13 | 11 | 10 | 9 | 8 | 7 | 6  | 5  | 4  | 3  | 2  | 1  | 0    |

## Le classi

### Classe 500
| 1 | Yamaha    | 280 |
| 2 | Honda     | 242 |
| 3 | Suzuki    | 157 |
| 4 | Elf Honda | 68  |
| 5 | Cagiva    | 65  |
| 6 | Fior      | 8   |

Eddie Lawson, vincitore del titolo piloti con il Marlboro Yamaha Team Agostini.

Una delle due categorie presenti in tutte le occasioni, la classe regina, dopo l'effettuazione di 15 gran premi vide primeggiare tra i piloti Eddie Lawson su Yamaha YZR 500 (già iridato due anni prima). Lawson, vincitore in 7 occasioni, precedette in classifica Wayne Gardner su Honda NSR 500 (detentore del titolo dell'anno precedente) che si impose in 4 occasioni e Wayne Rainey nuovamente su Yamaha. La stessa Yamaha vinse il titolo riservato ai costruttori.
In occasione della seconda prova stagionale, il Gran Premio motociclistico degli Stati Uniti d'America, non vennero assegnati tutti i punti disponibili essendo arrivati al traguardo solamente 11 piloti; la stessa cosa accadde anche nell'ultima gara del calendario, il Gran Premio motociclistico del Brasile, dove all'arrivo furono solo in 13.
A fine stagione il vincitore del titolo Lawson comunicò il suo trasferimento dalla Yamaha alla Honda.

Classifica piloti (prime 5 posizioni)
| Pos. | Pilota           | Moto   |   |     |   |   |     |   |     |   |     |    |   |   |   |     |     | P.ti |
| ---- | ---------------- | ------ | - | --- | - | - | --- | - | --- | - | --- | -- | - | - | - | --- | --- | ---- |
| 1    | Eddie Lawson     | Yamaha | 3 | 1   | 2 | 1 | 1   | 4 | 1   | 2 | 2   | 10 | 1 | 6 | 1 | 2   | 1   | 252  |
| 2    | Wayne Gardner    | Honda  | 2 | 2   | 3 | 5 | 2   | 8 | Rit | 1 | 1   | 1  | 4 | 2 | 2 | 1   | 2   | 229  |
| 3    | Wayne Rainey     | Yamaha | 6 | 4   | 6 | 2 | 3   | 2 | 3   | 7 | 5   | 3  | 5 | 1 | 5 | 3   | Rit | 189  |
| 4    | Christian Sarron | Yamaha | 8 | 6   | 4 | 4 | Rit | 3 | Rit | 3 | Rit | 2  | 2 | 3 | 3 | Rit | 5   | 149  |
| 5    | Kevin Magee      | Yamaha | 7 | Rit | 1 | 3 | 5   | 5 | 6   | 4 | NP  | 5  | 9 | 5 | 6 | Rit | 6   | 138  |
| Pos. | Pilota           | Moto   |   |     |   |   |     |   |     |   |     |    |   |   |   |     |     | P.ti |

| Legenda                                                                        | 1º posto        | 2º posto        | 3º posto | A punti      | Senza punti        | Grassetto=Pole position Corsivo=Giro più veloce |
| Legenda                                                                        | Gara non valida | Non qualificato | Ritirato | Squalificato | "-" Dato non disp. | Grassetto=Pole position Corsivo=Giro più veloce |
| Fonte dei dati: motogp.com, racingmemo.free.fr, autosport.com, jumpingjack.nl. |                 |                 |          |              |                    |                                                 |

### Classe 250
| 1 | Honda     | 285 |
| 2 | Yamaha    | 246 |
| 3 | Aprilia   | 78  |
| 4 | EMC       | 47  |
| 5 | Defi      | 10  |
| 6 | Gazzaniga | 9   |
| 7 | Diamant   | 4   |
| 8 | Seufert   | 4   |
| 9 | Garelli   | 3   |

Con il detentore del titolo Anton Mang in difficoltà durante l'anno, nonostante la vittoria nella gara inaugurale della stagione, che dovette accontentarsi dell'ottavo posto finale (ritirandosi definitivamente dalle competizioni alla fine dell'anno), lo scettro passò al pilota spagnolo Sito Pons anche lui con una Honda NSR 250, già terzo l'anno precedente. La lotta per il titolo si sviluppò tra piloti Honda e piloti Yamaha che si divisero le vittorie in tutte e 15 le prove disputate.
Al secondo posto arrivò Juan Garriga su Yamaha YZR 250 che ottenne anche tre successi (contro i 4 del vincitore del titolo), seguito dalla Honda di Jacques Cornu con due vittorie. Anche un altro pilota ottenne due vittorie, fu Luca Cadalora su Yamaha che giunse al sesto posto finale.
Le stesse due case motociclistiche che si contesero il titolo piloti, si contesero anche quello dei costruttori, con identico esito la Honda giunse prima con 285 punti e Yamaha seconda a 246.

Classifica piloti (prime 5 posizioni)
| Pos. | Pilota           | Moto   |     |    |     |     |   |    |   |     |     |   |   |   |     |   |    | P.ti |
| ---- | ---------------- | ------ | --- | -- | --- | --- | - | -- | - | --- | --- | - | - | - | --- | - | -- | ---- |
| 1    | Sito Pons        | Honda  | 2   | 2  | 1   | Rit | 2 | 2  | 5 | 6   | 1   | 1 | 2 | 4 | 1   | 2 | 3  | 231  |
| 2    | Juan Garriga     | Yamaha | 6   | 10 | 2   | 1   | 3 | 3  | 3 | 1   | 6   | 2 | 4 | 3 | 2   | 1 | 5  | 221  |
| 3    | Jacques Cornu    | Honda  | 4   | 7  | 4   | 3   | 8 | 21 | 1 | 2   | 2   | 6 | 1 | 7 | Rit | 7 | 10 | 166  |
| 4    | Dominique Sarron | Honda  | Rit | 3  | Rit | 4   | 1 | 9  | 4 | Rit | Rit | 3 | 3 | 2 | 3   | 8 | 1  | 158  |
| -    | Reinhold Roth    | Honda  |     | 9  | 6   | 6   | 6 | 5  | 2 | 7   | 4   | 4 | 5 | 5 | 4   | 6 | 4  | 158  |
| Pos. | Pilota           | Moto   |     |    |     |     |   |    |   |     |     |   |   |   |     |   |    | P.ti |

| Legenda                                                                        | 1º posto        | 2º posto        | 3º posto | A punti      | Senza punti        | Grassetto=Pole position Corsivo=Giro più veloce |
| Legenda                                                                        | Gara non valida | Non qualificato | Ritirato | Squalificato | "-" Dato non disp. | Grassetto=Pole position Corsivo=Giro più veloce |
| Fonte dei dati: motogp.com, racingmemo.free.fr, autosport.com, jumpingjack.nl. |                 |                 |          |              |                    |                                                 |

### Classe 125
| 1 | Derbi     | 210 |
| 2 | Honda     | 191 |
| 3 | Gazzaniga | 69  |
| 4 | Garelli   | 56  |
| 5 | Aprilia   | 36  |
| 6 | Rotax     | 36  |
| 7 | Cagiva    | 34  |
| 8 | LCR       | 11  |
| 9 | Hummel    | 7   |

L'ottavo di litro vide il suo calendario ridotto e limitato alle gare europee svoltesi tra fine aprile e fine agosto; vennero corse 11 prove.
La classifica vide primeggiare Jorge Martínez su Derbi davanti alle Honda di Ezio Gianola e Hans Spaan. Il vincitore del titolo iridato si impose in 9 degli 11 gran premi lasciando molto poco ai suoi avversari con Gianola che si impose nelle due restanti prove.
Analoga situazione si ebbe anche nella graduatoria costruttori, con la Derbi che vinse il titolo con 210 punti, contro i 191 della Honda.

Classifica piloti (prime 5 posizioni)
| Pos. | Pilota             | Moto            |    |    |     |    |    |     |     |     |    |     |    |    |    |    |    | P.ti |
| ---- | ------------------ | --------------- | -- | -- | --- | -- | -- | --- | --- | --- | -- | --- | -- | -- | -- | -- | -- | ---- |
| 1    | Jorge Martínez     | Derbi           | NE | NE | 1   | NE | 1  | Rit | 1   | 1   | 1  | 1   | 1  | 2  | 1  | 1  | NE | 197  |
| 2    | Ezio Gianola       | Honda           | NE | NE | Rit | NE | 3  | 1   | 2   | 2   | 2  | 2   | 2  | 1  | 2  | 5  | NE | 168  |
| 3    | Hans Spaan         | Honda           | NE | NE | 10  | NE | 5  | 3   | 6   | 3   | 4  | 14  | 12 | 10 | 4  | 3  | NE | 110  |
| 4    | Julián Miralles    | Honda           | NE | NE | 2   | NE | 15 | 2   | 12  | Rit | 3  | Rit | 11 | 4  | 3  | 2  | NE | 104  |
| 5    | Domenico Brigaglia | Gazzaniga-Rotax | NE | NE |     | NE | 20 | 8   | Rit | 4   | 11 | 4   | 4  | 3  | 14 | 24 | NE | 69   |
| Pos. | Pilota             | Moto            |    |    |     |    |    |     |     |     |    |     |    |    |    |    |    | P.ti |

| Legenda                                                                        | 1º posto        | 2º posto        | 3º posto | A punti      | Senza punti        | Grassetto=Pole position Corsivo=Giro più veloce |
| Legenda                                                                        | Gara non valida | Non qualificato | Ritirato | Squalificato | "-" Dato non disp. | Grassetto=Pole position Corsivo=Giro più veloce |
| Fonte dei dati: motogp.com, racingmemo.free.fr, autosport.com, jumpingjack.nl. |                 |                 |          |              |                    |                                                 |

### Classe 80
La classe di minor cilindrata del mondiale fu anche l'unica in cui il detentore del titolo precedente riuscì a bissare il successo, Jorge Martínez dopo quello della classe 125 ottenne il secondo titolo della stagione, il terzo consecutivo nella classe e il quarto complessivo della sua carriera. Come nella categoria superiore il suo dominio fu quasi incontrastato avendo vinto anche 6 delle 7 prove di cui era composto il calendario della 80 (partendo in ogni occasione anche dalla pole position).
Al secondo posto giunse il suo compagno di squadra alla Derbi, nonché connazionale, Àlex Crivillé e al terzo la Krauser condotta da Stefan Dörflinger, quest'ultimo ottenne l'unica vittoria sfuggita a Martinez (Dörflinger era anche l'unico altro pilota ad essersi aggiudicato titoli in questa classe, giunta solo alla sua quinta edizione).
Classifica piloti (prime 5 posizioni)
| Pos. | Pilota            | Moto    |    |    |   |   |   |     |    |     |    |   |    |    |    |     |    | P.ti |
| ---- | ----------------- | ------- | -- | -- | - | - | - | --- | -- | --- | -- | - | -- | -- | -- | --- | -- | ---- |
| 1    | Jorge Martínez    | Derbi   | NE | NE | 2 | 1 | 1 | 1   | NE | 1   | NE | 1 | NE | NE | NE | 1   | NE | 137  |
| 2    | Álex Crivillé     | Derbi   | NE | NE | 3 | 3 | 4 | 2   | NE | Rit | NE | 3 | NE | NE | NE | 3   | NE | 90   |
| 3    | Stefan Dörflinger | Krauser | NE | NE | 1 | 4 | 2 | Rit | NE | Rit | NE | 6 | NE | NE | NE | 2   | NE | 77   |
| 4    | Manuel Herreros   | Derbi   | NE | NE | 4 | 2 | 3 | 3   | NE |     | NE | 7 | NE | NE | NE | Rit | NE | 69   |
| 5    | Peter Öttl        | Krauser | NE | NE | 5 | 5 | 7 | Rit | NE | 2   | NE | 2 | NE | NE | NE |     | NE | 65   |
| Pos. | Pilota            | Moto    |    |    |   |   |   |     |    |     |    |   |    |    |    |     |    | P.ti |

| Legenda                                                                        | 1º posto        | 2º posto        | 3º posto | A punti      | Senza punti        | Grassetto=Pole position Corsivo=Giro più veloce |
| Legenda                                                                        | Gara non valida | Non qualificato | Ritirato | Squalificato | "-" Dato non disp. | Grassetto=Pole position Corsivo=Giro più veloce |
| Fonte dei dati: motogp.com, racingmemo.free.fr, autosport.com, jumpingjack.nl. |                 |                 |          |              |                    |                                                 |

### Classe sidecar
Classifica equipaggi (prime 5 posizioni)
| Pos. | Pilota                                  | Moto        |    |    |    |   |    |    |   |   |    |    |   |   |   |   |    | P.ti |
| ---- | --------------------------------------- | ----------- | -- | -- | -- | - | -- | -- | - | - | -- | -- | - | - | - | - | -- | ---- |
| 1    | Steve Webster/Tony Hewitt-Gavin Simmons | LCR-Krauser | NE | NE | NE | 3 | NE | 2  | 3 | 3 | 2  | NE | 2 | 1 | 1 | 1 | NE | 156  |
| 2    | Rolf Biland/Kurt Waltisperg             | LCR-Krauser | NE | NE | NE | 1 | NE | 1  | 1 | 1 | 1  | NE | 1 | 2 | 2 | - | NE | 154  |
| 3    | Egbert Streuer/Bernard Schnieders       | LCR-Yamaha  | NE | NE | NE | 2 | NE | 14 | 5 | 2 | -  | NE | 9 | 5 | 3 | 2 | NE | 97   |
| 4    | Alain Michel/Jean-Marc Fresc            | LCR-Krauser | NE | NE | NE | 5 | NE | -  | 2 | - | 4  | NE | 4 | 3 | 4 | 5 | NE | 93   |
| 5    | Markus Egloff/Urs Egloff                | LCR-ADM     | NE | NE | NE | - | NE | 9  | - | 4 | 11 | NE | 3 | 4 | 5 | 3 | NE | 79   |
| Pos. | Pilota                                  | Moto        |    |    |    |   |    |    |   |   |    |    |   |   |   |   |    | P.ti |

| Legenda                                                                        | 1º posto        | 2º posto        | 3º posto | A punti      | Senza punti        | Grassetto=Pole position Corsivo=Giro più veloce |
| Legenda                                                                        | Gara non valida | Non qualificato | Ritirato | Squalificato | "-" Dato non disp. | Grassetto=Pole position Corsivo=Giro più veloce |
| Fonte dei dati: motogp.com, racingmemo.free.fr, autosport.com, jumpingjack.nl. |                 |                 |          |              |                    |                                                 |